# 黑角鮟鱇屬
黑角鮟鱇屬，俗稱黑犀魚，属輻鰭魚綱鮟鱇目，是黑角鮟鱇科（Melanocetidae）的唯一一属。

## 分類
黑角鮟鱇科有1個屬共6种，如下：
- 黑角鮟鱇屬（Melanocetus）
  - 墨西哥黑角鮟鱇(Melanocetus eustalus)：又稱墨西哥黑犀魚。
  - 約氏黑角鮟鱇（Melanocetus johnsonii）：又稱約氏黑犀魚。
  - 短炳黑角鮟鱇（Melanocetus murrayi）：又稱短柄黑犀魚。
  - 黑角鮟鱇(Melanocetus niger)：又稱黑犀魚。
  - 巴拿馬黑角鮟鱇(Melanocetus polyactis)：又稱巴拿馬黑犀魚。
  - 羅斯海黑角鮟鱇(Melanocetus rossi)：又稱羅斯海黑犀魚。